# سیلم (آیووا)
سیلم (به انگلیسی: Salem) شهری در ایالت آیووا کشور ایالات متحده آمریکا است که جمعیت آن در سرشماری سال ۲۰۱۰ میلادی، ۳۸۳ نفر بوده‌است.